# مقبرة بني إسرائيل
مقبرة بني إسرائيل Bani Israel Graveyard هي المقبرة اليهودية الوحيدة في باكستان. وهي جزء من مقبرة ميوا شاه. وقد تم تقليل مساحتها على مر السنين. وبها حاليا حوالي خمسة آلاف قبر.
من أشهر المدفونين بها سولومون ديفيد وكان مسئولا في بلدية كراتشي، ويقال أنه هو باني الكنيس الوحيد في المدينة.